# La dama duende

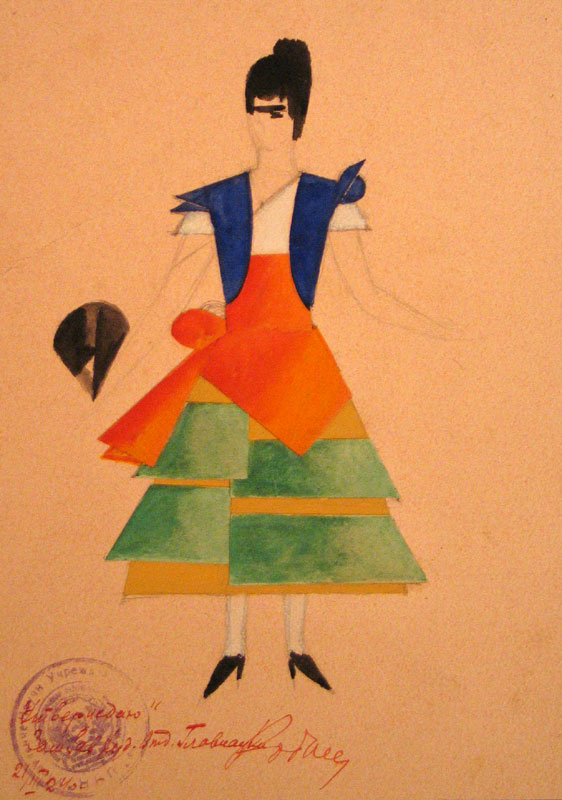
Figurín diseñado por Ignati Nivinski para una representación de La dama duende en Moscú, 1924.

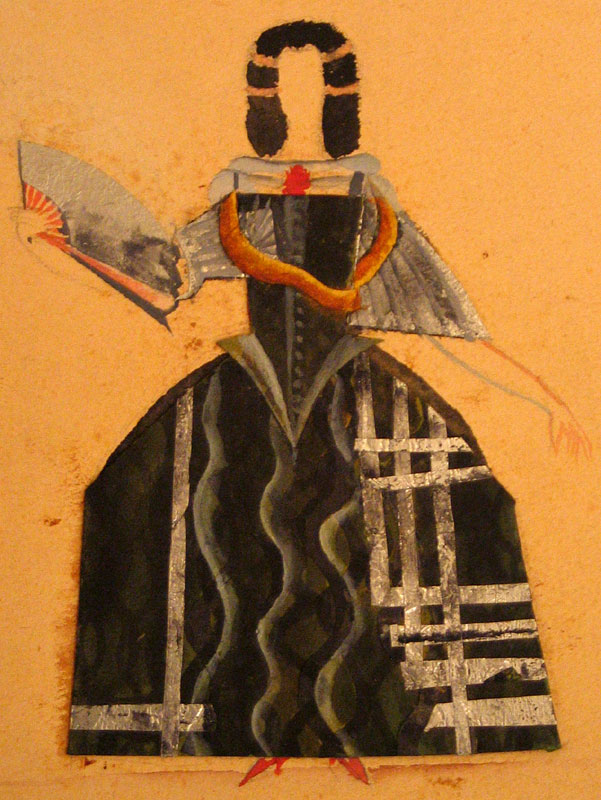
Figurín diseñado por Ignati Nivinski para una representación de La dama duende en Moscú, 1924.

La dama duende es un drama escrito por el dramaturgo español Pedro Calderón de la Barca. Se considera compuesto y estrenado en el año 1629. Se publicó por primera vez en la Primera parte de comedias de don Pedro Calderón de la Barca, en 1636.
La dama duende pertenece al subgénero de la comedia de capa y espada. La obra tiene como modelo la trama de la amante invisible. Esta trama proviene del mito de Cupido y Psique, pero invierte los roles de estos dos personajes. Es ahora el hombre curioso el que se enamora de una dama invisible, o sea, una mujer tapada o escondida, o invisible en la oscuridad. Esta trama ya se encuentra en novelas italianas de Masuccio y Bandello, y luego pasa al Siglo de Oro español. Aunque Calderón utiliza elementos de la comedia de Lope de Vega, La viuda valenciana, su modelo principal es una novela intercalada en El soldado Píndaro de Gonzalo de Céspedes y Meneses (1626). Como es habitual en este tipo de comedias, es la protagonista femenina, Doña Ángela, quien constituye el motor de la acción. Su objetivo será conquistar a Don Manuel, burlando la vigilancia que sobre ella ejercen sus dos hermanos varones. Para ello, trazará un ingenioso engaño que le permita comunicarse con Don Manuel de manera aparentemente misteriosa e inexplicable, de ahí el título de la pieza.
Entre las interpretaciones principales de la obra se encuentra la visión tragedizante de esta comedia. Los que aceptan este tipo de interpretación se apoyan en una serie de referencias trágicas que se encuentran en la primera escena. También apuntan a la oscuridad de la obra, el encerramiento de la dama, y la rivalidad entre hermanos. También, se han estudiado elementos de superstición y magia en el texto; contextos económicos de la obra, donde el dinero convertido en carbón recuerda la política económica de Olivares; y elementos protofeministas de la comedia.